# Gregorio Paolini
Gregorio Paolini (Udine, 24 luglio 1954) è un autore televisivo e produttore televisivo italiano.

## Biografia
Figlio dello scrittore Alcide Paolini (editor della Narrativa italiana per la Mondadori negli anni '70 e '80), ha studiato lettere e filosofia all'Università di Trieste. In seguito è stato vice direttore del settimanale romano La Città futura. Inizia a lavorare in tv nel 1983, prima come promoter per Rete 4 (gestione Mondadori), e poi dal 1984 come produttore esecutivo per RTI della Fininvest (oggi Mediaset), dove viene impegnato nella struttura di Fatma Ruffini: si occuperà quindi di game show, e poi di alcuni programmi ideati da Antonio Ricci (Drive In, Lupo solitario). Nel 1987 passa a Odeon TV come direttore dei programmi originali, ideando alcuni format con la Gialappa's Band. Nel 1989 rientra alla Fininvest, per la quale segue come produttore esecutivo di alcune produzioni romane, come L'istruttoria di Giuliano Ferrara.
Nel 1992 ritorna a Milano come responsabile di una nuova struttura, l'Unità Produttiva 1, che creerà negli anni novanta alcuni format originali per Canale 5, Italia 1 e Rete 4, tra cui: A tutto volume (con Daria Bignardi), L'angelo (con Claudia Koll), Target (il rotocalco televisivo condotto da Gaia De Laurentiis), Verissimo (con Cristina Parodi), e poi 8 mm, Le notti dell’Angelo, il programma comico Ciro, il figlio di Target, e La macchina del tempo (documentario con Alessandro Cecchi Paone).
Nel corso degli anni 90, l'Unità Produttiva 1 diventa de facto la struttura dei programmi culturali e sperimentali delle reti Fininvest. Nella factory di Paolini compiono i primi passi vari professionisti della tv che diventeranno autori e registi televisivi e cinematografici: da Lucio Pellegrini a Roberto Burchielli, da Alessandro Baracco a Cristoforo Gorno, da Duccio Forzano a Celeste Laudisio, e artisti e conduttori televisivi come Daria Bignardi (A tutto volume), Alessia Marcuzzi (Colpo di fulmine), Gaia De Laurentiis (Target), e Luca e Paolo-Enrico Bertolino-Luciana Littizzetto (Ciro). Nel 1996, in seguito alla riorganizzazione delle reti Mediaset, Paolini diventa consulente di RTI con l'incarico di Direttore Programmi.
Nel 1998 passa alle reti Rai, dove lavorerà in esclusiva fino al 2002 con l'incarico di dirigere da Roma un gruppo creativo per la realizzazione di nuovi format. Dal gruppo di Paolini nasceranno vari programmi come Convenscion (Rai 2), Su e giù (Rai 1), e Gaia - Il pianeta che vive (Rai 3). Nel 2003 fonda con altri soci la società Hangar, che ha l'obiettivo di creare nuovi format televisivi italiani, continuando però a collaborare saltuariamente come consulente per le case di produzione maggiori. Tra i programmi ideati 3, 2, 1 Baila su Italia 1. Nel 2014, dopo 15 anni di assenza, torna su Rai 1 perché diventa il capo-progetto de La vita in diretta. Gestisce il blog Glenville.

### Vita privata
Si è sposato nel 2005 con la conduttrice Simonetta Martone, dalla quale si è separato nel 2013. Insieme hanno avuto un figlio.

## Lista di programmi televisivi

### Ideazioni originali
| Nome                                 | Anno                                                                                       | Rete/i                               | Genere                    | Conduttore/i |
| ------------------------------------ | ------------------------------------------------------------------------------------------ | ------------------------------------ | ------------------------- | --- |
| Kappaò                               | 1987                                                                                       | Odeon TV                             | Varietà                   | Gianfranco Bellini, Mufangelo, Lupo e Pasotti (Gialappa’s Band, non accreditati).                                                                             |
| Una notte all'Odeon                  | 1988                                                                                       | Odeon TV                             | Varietà                   | Claudio Bisio, Giobbe Covatta, Gioele Dix, e La Gialappa’s Band.                                                                                              |
| Telemeno                             | 1989                                                                                       | Odeon TV                             | Varietà                   | Francesco Paolantoni, Giobbe Covatta, Stefano Sarcinelli, e La Gialappa’s Band.                                                                               |
| Sei un fenomeno                      | 1991                                                                                       | Canale 5                             | Intrattenimento           | Paolo Bonolis. |
| L'istruttoria                        | 1991–1992                                                                                  | Italia 1                             | Talk show                 | Giuliano Ferrara. |
| Lezioni d'amore                      | 1992                                                                                       | Italia 1                             | Talk show                 | Giuliano Ferrara con Anselma Dell'Olio. |
| A tutto volume                       | 1993–1995                                                                                  | Italia 1 (1993–1994) Canale 5 (1995) | Rubrica TV                | Alessandra Casella (1993–1994) Daria Bignardi con David Riondino (1994-1995)                                                                                  |
| Target                               | 1993–2000                                                                                  | Canale 5                             | Rotocalco televisivo      | Gaia De Laurentiis (1993–1996) Mimmo Lombezzi (1997) Natasha Stefanenko (1998–1999) Tamara Donà (1999–2000)                                                   |
| Sabato Notte Live                    | 1994                                                                                       | Canale 5                             | Varietà                   | Paolo Bonolis con Luca Laurenti. |
| L’Angelo                             | 1994–1995                                                                                  | Canale 5                             | Rotocalco televisivo      | Claudia Koll. |
| I magnifici 10                       | 1995                                                                                       | Canale 5                             | Speciale TV               | Gerry Scotti con Paola Barale. |
| Cuori e denari                       | 1995                                                                                       | Canale 5                             | Game show                 | Alberto Castagna. |
| Le notti dell’Angelo                 | 1995–1996                                                                                  | Canale 5                             | Rotocalco televisivo      | Claudia Koll. |
| 8 mm                                 | 1995–1997                                                                                  | Italia 1                             | Clip show                 | Paolo Calissano con: Claudia Rossi (1995), Samantha De Grenet (1995–1996), e Sabrina Donadel (1996–1997) Alessia Marcuzzi e Paolo Brosio (1997: prima serata) |
| Corto circuito                       | 1996–1997                                                                                  | Canale 5                             | Talk show                 | Daria Bignardi. |
| Verissimo                            | 1996–1998 (gestione di G. Paolini)                                                         | Canale 5                             | Rotocalco televisivo      | Cristina Parodi. |
| Malizie d'Italia                     | 1997                                                                                       | Italia 1                             | Rotocalco televisivo      | Claudia Koll. |
| Ciro, il figlio di Target            | 1997–1998                                                                                  | Italia 1                             | Intrattenimento           | Gaia De Laurentiis con: Luciana Littizzetto, Enrico Bertolino, Selen, e i Cavalli Marci.                                                                      |
| La macchina del tempo                | 1997–2006                                                                                  | Rete 4                               | Documentario              | Alessandro Cecchi Paone. |
| Ciro                                 | 1999                                                                                       | Italia 1                             | Intrattenimento           | Enrico Bertolino con Natasha Stefanenko. |
| Su e giù                             | 1999                                                                                       | Rai 1                                | Intrattenimento           | Gaia De Laurentiis con: Nicoletta Orsomando, Rosanna Vaudetti, Gian Piero Galeazzi, Roberto Brunetti e Paola Perissi.                                         |
| Convenscion                          | 1999–2000 (come Convenscion) 2001 (come Superconvenscion) 2002 (come Convenscion a colori) | Rai 2                                | Intrattenimento           | Enrico Bertolino con Natasha Stefanenko, e Nina Morić (solo nel 2001).                                                                                        |
| Cenerentola                          | 2000                                                                                       | Rai 3                                | Attualità                 | Simona Vinci. |
| Indovina chi viene a cena            | 2001–2002                                                                                  | Rai 2                                | Reality show              | Simonetta Martone con Max Tortora. |
| Gaia - Il pianeta che vive           | 2001–2006                                                                                  | Rai 3                                | Documentario              | Mario Tozzi. |
| Ciro presenta Visitors               | 2003                                                                                       | Italia 1                             | Intrattenimento           | Enrico Bertolino con: Max Tortora, Federica Fontana, Elisabetta Canalis, e I Fichi d'India.                                                                   |
| 3, 2, 1 Baila                        | 2004                                                                                       | Italia 1                             | Intrattenimento musicale  | Enrico Papi con Julia Smith. |
| Super Ciro                           | 2004                                                                                       | Italia 1                             | Intrattenimento           | Luca e Paolo con le Gemelle Kessler. |
| Quinto potere                        | 2004–2005                                                                                  | Fox Life                             | Reality show              | Simonetta Martone. |
| La tintoria                          | 2006–2008                                                                                  | Rai 3                                | Intrattenimento           | Taiyo Yamanouchi con: Carolina Marconi (2006), Belén Rodríguez (2007), ed Ainett Stephens (2008).                                                             |
| Sugo - 60 minuti di gusto e disgusto | 2008–2009                                                                                  | Rai 4                                | Attualità Intrattenimento | Carolina Di Domenico. |
| Pirati                               | 2008–in corso                                                                              | Rai 2                                | Rotocalco televisivo      | Marco Cocci. |
| Aggratis!                            | 2013                                                                                       | Rai 2                                | Intrattenimento           | Fabio Canino e Chiara Francini. |
| Metropoli                            | 2013                                                                                       | Rai 3                                | Documentario              | Valerio Massimo Manfredi. |
| La vita in diretta                   | 2014–2017 (gestione di G. Paolini)                                                         | Rai 1                                | Talk show                 | Marco Liorni e Cristina Parodi. |

### Adattamenti di format internazionali
| Nome                        | Titolo originale       | Anno      | Rete     | Genere                    | Conduttore/i |
| --------------------------- | ---------------------- | --------- | -------- | ------------------------- | --- |
| Il nuovo Gioco delle Coppie | The Dating Game        | 1993–1994 | Rete 4   | Dating game               | Giorgio Mastrota e Natalia Estrada.                                                                             |
| Colpo di fulmine            | Street Match           | 1995–1999 | Italia 1 | Dating game               | Alessia Marcuzzi (1995–1997) Michelle Hunziker e Walter Nudo (1997–1998) Walter Nudo e Rebecca Ream (1998–1999) |
| Shout: Urlatori             | Shout It Out           | 2000–2001 | Rai 2    | Talk show                 | Tamara Donà con Carlo Cascone e Filippo Borea.                                                                  |
| Cronache marziane           | Crónicas Marcianas     | 2004–2005 | Italia 1 | Talk show Intrattenimento | Fabio Canino.                                                                                                   |
| Tutti pazzi per la tele     | Les Enfants de la Télé | 2008–2009 | Rai 1    | Talk show Intrattenimento | Antonella Clerici con: Carlo Pistarino (2008), e Beppe Braida (2009).                                           |

### Documentari senza conduzione
- La scuola in diretta (Italia 1, 1995–1996), regia di Roberto Quagliano;
- L'Italia di Don Camillo (Canale 5, 1998), regia di Anton Giulio Onofri;
- Onda anomala (Rai 3, 1999);
- Escape from Vesuvius (Rai 3/Discovery Europe, 2004), regia di Ivo Vacca;
- Inferno (Rai 3/Discovery Europe, 2004), regia di Ivo Vacca;
- Radiovisione, la preistoria della tv (Rai 3, 2007), regia di Gregorio Paolini e Riccardo Cremona.

## Fiction
- Giochi sporchi (Rai 4, 2009), sceneggiatura di Michele Alberico e Francesca Zingariello, regia di David Emmer.

## Premi
- Premio Regia Televisiva (1994), per il programma Target;
- Telegatto (1995), per il programma Target;
- Telegatto (1996), per il programma Target;
- Telegatto (1997), per il programma Target;
- Premio Regia Televisiva (1997), per il programma Target;
- Premio Charlot (2001), per il programma Superconvenscion;
- Premio Festival della televisione italiana (2002), per il programma Gaia - Il pianeta che vive;
- Premio Regia Televisiva (2005), per il programma Gaia - Il pianeta che vive;
- Premio internazionale della satira politica (Forte dei Marmi, 2008), per il programma La tintoria.